# Association roumaine de normalisation
L’Association roumaine de normalisation (roumain : Asociația de Standardizare din România) est l’organisme de normalisation national roumain. Elle représente la Roumanie auprès de l’Organisation internationale de normalisation (ISO) et du Comité européen de normalisation (CEN).